# 이부영
이부영(李富榮, 1942년 9월 26일~)은 대한민국의 정치인이다. 제14·15·16대 국회의원을 지냈다. 본관은 전주(全州)이다.

## 생애
1942년 9월 26일에 서울 종로구 내수동에서 출생했다. 1968년 서울대학교 정치학과에서 학사 학위를 취득했으며 동아일보에 기자로 입사했다. 1974년, 33세의 나이로 동료 기자들과 함께 동아자유언론수호투쟁위원회를 결성하여 10월 유신에 맞서 언론자유를 수호하자는 자유언론실천선언문을 발표하였다가 이듬해 해직되었고, 긴급조치 국가보안법위반 혐의로 체포되어 징역 9년을 선고받았다. 1984년에는 민중민주운동협의회 공동대표, 1985년에 민주통일민중운동연합 상임위원장과 사무처장을 지내며 대표적인 재야인사로 활약하였으며, 1986년에 5·3 인천 사태 주도 혐의로 체포되어 2년을 복역하였다.
1988년에 광주학살진상규명 투쟁위원회를 조직하여 전두환의 구속 수사를 요구하다 다시 검거되어 복역하였고, 1989년에 김근태, 이재오, 장기표 등과 함께 전국민족민주운동연합을 조직하여 상임의장이 되었으나 문익환이 방북한 건으로 인해 다시 체포되어 복역하였다. 1990년에 3당합당에 반대한 이기택, 노무현 등이 창당한 민주당에 입당하며 정계에 입문하였다.
1992년에 제14대 총선에서 민주당 공천으로 서울 강동구 갑에 출마하여 당선되었다. 1994년에 김일성이 사망하자, 국회 대정부 질의에서 북한에 조문단을 보낼 의사가 없느냐고 질의하여 보수 세력으로부터 비난을 받았다.
1995년에 김대중의 새정치국민회의 창당으로 다수의 소속 의원들이 새정치국민회의에 입당할 때 끝까지 민주당에 잔류하였다. 이듬해 실시된 제15대 총선에 출마하여 통합민주당의 약세에도 불구하고 재선에 성공하였다. 1997년 11월에 민주당과 신한국당의 합당으로 한나라당이 창당되자 합류했다. 이후 김대중 정부가 출범한 뒤로는 김대중에 대해 강도가 높은 비판을 쏟아내는 등의 대여 강경 행보로 한나라당의 원내총무와 부총재를 지내면서 당내 여러 직책을 거쳤다.
그러나 특유의 개혁성향과 이러한 소신에 따라 김대중대통령의 6.15남북공동선언을 지지하는 등 대북 정책 등에 대해서는 이회창을 비롯한 다른 지도부와 의견이 불일치하였으며, 간혹 한나라당 내의 보수 성향 의원들이 정부 여당을 상대로 색깔론을 제기할 때는 이에 대해 명확하게 반대 의견을 표출해 당내 불만을 유발하기도 했다.
제16대 대선에서는 이회창을 적극적으로 지원하였으나, 대선 이후 점차 한나라당 내에서 개혁 성향 의원들의 입지가 좁아지면서 2003년 7월에 같은 당 소속인 이우재, 김부겸, 안영근, 김영춘과 한나라당을 탈당하였고 그해 10월 열린우리당의 창당에 참여하였다.
2004년에 열린우리당 소속으로 제17대 총선에 출마하였는데 여론조사에서 앞섰음에도 불구하고 강동구청장 출신이자 자신의 정치 후배였던 한나라당의 김충환 후보에게 낙마하였다. 그 해 신기남이 부친의 친일 의혹으로 사임한 열린우리당 의장직을 승계하였으나, 국가보안법 등 4대 개혁입법을 처리하지 못한 책임을 지고 사임하였다.
2007년 12월 6일에 JU그룹으로부터 2억원의 돈을 받은 혐의로 서울중앙지방법원에서 징역 2년과 2억 1070만원의 추징금을 선고받고 법정 구속되었다. 이후 민주통합당의 상임고문으로 위촉되었으나 2015년 2월 11일에 정계 은퇴를 선언하였다.

## 범죄전력

### 국가보안법 위반 등
1976년 8월 대법원에서 긴급조치 9호 및 국가보안법위반으로 징역 2년 6월, 자격정지 2년 6월 형을 선고받고 복역하다 1977년 12월 27일 그 형 집행을 종료하였다.

### 한화 5000만원 수수
이부영은 2002년 8월께 비서관 장모씨를 통해 한화측으로부터 1천만원짜리채권 5장(5천만원 상당)을 받았다.

### 선거구 상대 후보자 허위사실 유포
2004년 2월 말 이부영은 자신의 지역구인 서울 강동구 주민 7만2천여 세대에 배포한 `2004년도 의정보고서'에 당시 상대후보에 대한 허위사실을 게재하여 배포하였다. 2005년 7월 19일 서울고등법원 형사10부는 원심판결을 파기하고 공직선거및선거부정방지법위반 죄로 이부영에게 벌금 80만원을 선고하였다.

### JU 수 억원 수수
이부영은 2005년 9월 주수도 JU그룹 회장으로부터 서해유전 탐사권 허가연장을 비롯해 방문판매법 개정, 주 회장 사면 등의 청탁을 받고 그 대가로 자신이 회장으로 있었던 장준하기념사업회에 JU측이 5억2,000만원을 지원하도록 하고, 3차례에 걸쳐 차명계좌로 2억1,000여만원을 받았다.

## 재심 무죄 사건

### 무허가 집회 개최로 포고령 위반
1979년 10월 26일 대통령 박정희가 총격 사건으로 피살되자, 1979년 10월 27일 대통령 권한대행 최규하는 제주도를 제외한 전 지역에 비상계엄을 선포하였고 육군대장 정승화 계엄사령관은 계엄포고 제1호를 발령하였다.
계엄포고 제1호 "국가 안전과 공공질서 유지" 포고문의 제1항에서는 일체의 옥내외 집회는 허가를 받아야 하며 시위 등의 단체활동을 금하였다.
이부영은 ○○○○○○○○○○위원회 상임위원의 직에 있는 자로서, 포고령에 따라 일체의 옥내외 집회는 허가를 받아야 함에도 불구하고, 성○○, 이○○, 정○○, 김○○, 이○○, 백○○, 서○○, 염○○, 김○○ 등과 함께 ○○○○협의회, ○○○○○○협의회, ○○○○○○○○○○위원회, ○○○○○○○○○○위원회, ○○○○협의회 명의의 시국에 관한 성명서를 발표하는 집회를 허가 없이 가질 것을 공모하고, 1979년 11월 13일 10:00부터 동일 10:40 경까지의 사이에 서울 ○○구 ○○동 △ 소재 윤○○ 의 집 응접실에서 위 성○○, 이○○, 이○○, 정○○, 이○○, 김○○과 위 5개 단체 회원 5~6인이 참석한 가운데 국내 동아일보, 경향신문, 합동통신 각 기자, 일본 아사히신문, 공동통신, 미국 뉴욕타임즈, 엔 비이 시이, 유우 피이 아이, 에이 에프 피이, 에이피이 각 특파원 등 국내외 기자 15~20인을 전화로 불러 모은 자리에서 위 정○○의 사회로 위 성○○ 이 전일 작성한 "나라의 민주화를 위하여"라는 제하에 긴급조치 및 계엄령 철폐, 언론자유보장, 정치범 석방, 그동안 박해당한 자들의 권익회복을 요구하는 내용의 위 5개 단체 명의의 성명서를 낭독하고 이어 기자회견을 가짐으로서 허가없이 옥내외 집회를 개최하였다(계엄포고 제1항 위반).
1979년 12월 5일 수도경비사령부 계엄보통군법회의는 이부영에게 포고령위반 죄로 징역 3년을 선고하였다(계엄법 제15조, 제13조, 계엄포고 제1항, 형법 제30조 적용).
1980년 3월 6일 육군계엄고등군법회의는 이부영의 항소를 기각했다.
1980년 6월 10일 대법원은 이부영의 상고를 기각했다.
2021년 3월 18일 서울중앙지방법원은 재심개시결정을 하였다.
2021년 8월 27일 서울중앙지방법원 제24형사부는 재심 판결에서 이부영의 포고령위반 무죄를 선고하였다.

## 학력
- 서울덕수국민학교 전학
- 서울당산국민학교 졸업
- 용산중학교 졸업
- 용산고등학교 졸업
- 서울대학교 문리과대학 문학부 정치학 학사

### 비학위 수료
- 2001년 고려대학교 컴퓨터과학기술대학원 최고위정보통신과정 수료

## 광고
- 1994년 한길사 한국사

## 이부영을 연기한 배우들
- 이대로 - 2005년 MBC 드라마《제5공화국》
- 김의성 - 2017년 영화 《1987》

## 역대 선거 결과
|  | 38.51% |

|  | 39.90% |

|  | 52.51% |

|  | 43.37% |

|  | 47.46% |

## 소속 정당
| 소속 정당 | 소속 정당      | 소속 기간 | 비고           |
| --------- | -------------- | --------- | -------------- |
|           | 민주당         | 1990~1991 | 정계 입문      |
|           | 민주당         | 1991~1995 | 합당           |
|           | 통합민주당     | 1995~1996 | 합당           |
|           | 민주당         | 1996~1997 | 당명 변경      |
|           | 한나라당       | 1997~2003 | 합당           |
|           | 무소속         | 2003      | 탈당           |
|           | 열린우리당     | 2003~2007 | 창당           |
|           | 무소속         | 2007      | 탈당           |
|           | 대통합민주신당 | 2007~2008 | 창당           |
|           | 통합민주당     | 2008      | 합당           |
|           | 민주당         | 2008~2011 | 당명 변경      |
|           | 민주통합당     | 2011~2013 | 합당           |
|           | 민주당         | 2013~2014 | 당명 변경      |
|           | 새정치민주연합 | 2014~2015 | 합당           |
|           | 무소속         | 2015~현재 | 탈당 정계 은퇴 |

## 같이 보기
- 강동구 갑
- 서울 강동구의 국회의원